# ORMDL3
ORMDL3 (англ. ORMDL sphingolipid biosynthesis regulator 3) – білок, який кодується однойменним геном, розташованим у людей на короткому плечі 17-ї хромосоми. Довжина поліпептидного ланцюга білка становить 153 амінокислот, а молекулярна маса — 17 495.
| 10         |  | 20         |  | 30         |  | 40         |  | 50         |
| ---------- |  | ---------- |  | ---------- |  | ---------- |  | ---------- |
| MNVGTAHSEV |  | NPNTRVMNSR |  | GIWLSYVLAI |  | GLLHIVLLSI |  | PFVSVPVVWT |
| LTNLIHNMGM |  | YIFLHTVKGT |  | PFETPDQGKA |  | RLLTHWEQMD |  | YGVQFTASRK |
| FLTITPIVLY |  | FLTSFYTKYD |  | QIHFVLNTVS |  | LMSVLIPKLP |  | QLHGVRIFGI |
| NKY        |  |            |  |            |  |            |  |            |

A: Аланін

D: Аспарагінова кислота

E: Глутамінова кислота

F: Фенілаланін

G: Гліцин

H: Гістидин

I: Ізолейцин

K: Лізин

L: Лейцин

M: Метіонін

N: Аспарагін

P: Пролін

Q: Глутамін

R: Аргінін

S: Серин

T: Треонін

V: Валін

W: Триптофан

Задіяний у такому біологічному процесі, як альтернативний сплайсинг. 
Локалізований у мембрані, ендоплазматичному ретикулумі.